# 林泰文
林 泰文（はやし やすふみ、1971年12月7日 - ）は、日本の俳優。東京都出身。株式会社PANDA所属。

## 略歴
1976年、子役としてデビュー。
1986年、『野ゆき山ゆき海べゆき』で映画デビュー。
1987年、『漂流教室』で映画初主役。
1992年、『青春デンデケデケデケ』で主演を務め、日本アカデミー賞の新人俳優賞を受賞。
以降は活動と演技の幅を広げ、演技派俳優としての地位を確立。
2022年10月31日にフロム・ファーストプロダクションを退所、同年11月1日より株式会社PANDAに所属。

## 人物
- 亜細亜大学卒業。
- 身長175cm、体重62kg。
- 趣味は映画鑑賞[1]、スキューバーダイビング[1]。
- 特技は水泳[1]、英会話[1]、剣道[1]。
- 特撮作品を愛好しており、ゴジラシリーズ、仮面ライダーシリーズ、ウルトラシリーズへの出演を果たしている[3]。これは、先輩俳優から好きなシリーズに出るといい思い出になると教えられたことによる[3]。『ゴジラvsデストロイア』に出演した際は、初代『ゴジラ』と同役で出演した河内桃子や平成ゴジラシリーズレギュラーの小高恵美、『ウルトラマンタロウ』主演の篠田三郎らと共演できたことに舞い上がっていたという[3]。

## 出演

### テレビドラマ
- 続・あかんたれ （1978年、東海テレビ）
- 大追跡 第4話 （1978年、日本テレビ） - トイレの少年 役
- 西遊記（1979年、日本テレビ） - 春嬌の息子 役
- 桃太郎侍（1979年・1981年、日本テレビ）
- 新・必殺仕事人 第26話「主水 仮病休みする」（1981年、ABC / 松竹） - 太市 役
- 時代劇スペシャル（フジテレビ）
  - 狐のくれた赤ん坊（1981年） - 善太 役
  - 旗本やくざ 大江戸喧嘩帳（1982年） - 徹太郎の少年時代 役
- 秋なのにバラ色（1981年、MBS） - 中津川正夫 役
- 大江戸捜査網 第571話「牢破り 皆殺しの包囲網」（1982年、テレビ東京） - 太一郎 役
- 立花登・青春手控え（1982年、NHK）
- 天まであがれ!2（1983年、日本テレビ）
- 男の家庭科（1985年、フジテレビ） - 井村陽二 役
- 花へんろ・風の昭和日記（1988年、NHK）
- カネボウヒューマンスペシャル ダイアリー-車いすの青春日記-（1988年、日本テレビ）
- 連続テレビ小説 / かりん （1993 - 1994年、NHK） - 花山信太 役
- 火曜サスペンス劇場
  - 救急指定病院（1996年） - 橋口満 役
  - 弁護士・朝日岳之助（日本テレビ） - 朝日周平 役
    - 第13作「温情捜査」（1999年）
    - 第14作「再審」（1999年）
    - 第15作「北上川殺人暮色」（2000年）
    - 第16作「緊急発砲」（2001年）
    - 第17作「開かずの扉」（2002年）
    - 第18作「逃亡」（2003年）
    - 第19作「死亡時刻の罠」（2003年）
    - 第20作「墜ちた向日葵」（2003年）
    - 第21作「空白の時間」（2004年）
    - 第22作「死者の人権」（2004年）
    - 第23作「声なき声」（2005年）

  - 料理講師 奥瀬かほり2（2005年）
- サスペンス 明日の13章「変身 もう一人の私」（1993年、関西テレビ）
- ドラマ新銀河（NHK）
  - これでいいのだ （1994年）
  - いらっしゃい （1996年） - 御成森平 役
- 海がきこえる 〜アイがあるから〜 （1995年、テレビ朝日） - 松野豊 役
- 天晴れ夜十郎 （1996年 - 1997年、NHK） - 純吉 役
- 夢暦 長崎奉行 （1996年、NHK） - 美馬順三 役
- 三毛猫ホームズの推理（1996年、テレビ朝日）
- きらきらひかる （1998年、フジテレビ） - 綾小路真 役
  - きらきらひかる2 スペシャル（1999年4月23日）
  - きらきらひかる3 スペシャル（2000年4月4日）
- 土曜ワイド劇場（テレビ朝日）
  - 新・赤かぶ検事奮戦記 （1998年、ABC） - 野々瀬健 役
  - 法医学教室の事件ファイル （2004年） - 高見沢明継 役
  - 虚貌 顔のない殺人者（2005年）
  - さくら署の女たち （2006年） - 本庄明 役
  - タクシードライバーの推理日誌 （2009年） - 宮崎隆一 役
  - 救急救命士・牧田さおり （2009年） - 松岡徹 役
  - 鉄道捜査官 （2009年） - 広田功 役
  - 狩矢父娘シリーズ （2011年） - 内藤聡 役
  - はみだし弁護士・巽志郎 （2011年、ABC） - 安藤良介 役
  - タクシードライバーの推理日誌29（2011年） - 大島和樹 役
  - 法医学教室の事件ファイル38（2014年） - 桐島大作 役
  - 監察官・羽生宗一4（2016年） - 板橋正也 役
  - 西村京太郎トラベルミステリー67（2017年4月8日） - 中村慎一 役
- こいまち 第4回「恋は渡船にのって」 （1999年、関西テレビ・フジテレビ） - 川島悟 役
- 世にも奇妙な物語 ’99春の特別編 「協力者」 （1999年、フジテレビ） - 古澤幸一 役
- 京都迷宮案内 第1シリーズ （1999年、テレビ朝日） - 清水大樹 役
- ズッコケ三人組 （1999年、NHK） - 堀口雅晴／山中正太郎（20年後） 役
- 時代劇ロマン 一絃の琴 第4話（2000年、NHK）
- 太陽は沈まない 第7話（2000年、フジテレビ） - 河辺哲 役
- ドラマ30
  - ディア・ゴースト（2000年、MBS） - 三枝悟 役
  - ピュア・ラブ （2002〜2003年、MBS） - 佐竹亨 役
- 水曜ミステリー9（テレビ東京）
  - 高木検事室の事件簿「紫陽花は死の香り」（2001年） - 川口潔 役
  - 西村京太郎サスペンス「脅迫者 平凡な下町主婦を襲う恐怖」（2001年） - 野村徹 役
  - 捜査検事・近松茂道 （2002年） - 村田慎吾 役
  - 信濃のコロンボ事件ファイル （2005年） - 土屋勉 役
  - 滝警部補の事件日誌（2005年）
  - 監察医・篠宮葉月 死体は語る 第8作（2007年） - 仁科達彦 役
  - 湯けむりドクター華岡万里子の温泉事件簿 （2007年） - 雲野孝志 役
  - 葬儀屋松子の事件簿2（2013年） - 神崎由紀夫 役
  - 森村誠一サスペンス 刑事の証明 （2013年） - 天野竜郎 役
  - 鉄道警察官・清村公三郎 （2014年） - 寺島義彦 役
  - 小杉健治サスペンス 決断 （2015年） - 辻村邦夫 役
- カバチタレ! （2001年、フジテレビ） - 増田悠二 役
- ブラック・ジャック カルテIII 悲劇の天才料理人（2001年、TBS） - 岸田生輝の息子 役
- 空から降る一億の星 （2002年、フジテレビ） - 溝口刑事 役
- 薔薇の十字架 （2002年、フジテレビ）
- 金曜プレステージ（フジテレビ）
  - てなもんや駅長奮闘記 （2002年）
  - 買物代行人 桃子の事件簿 （2003年） - 和泉公平 役
  - 赤い霊柩車シリーズ （2007年） - 川島純司 役
  - 検事・霞夕子 （2013年） - 田処真也 役
  - 十津川捜査班 （2014年） - 武富清 役
- 薔薇の十字架 第1話（2002年、フジテレビ）
- 月曜ゴールデン （TBS）
  - 弁護士迫まり子の遺言作成ファイル（2002年） - 中谷賢一 役
  - 丹後浦島伝説殺人事件 （2003年） - 貝塚 役
  - 法廷サスペンスSP3『量刑』 （2009年） - 星 昇（右陪席判事） 役
- 水戸黄門（TBS）
  - 第31部 第2話（2002年） - 今岡半四郎 役
  - 第32部 第4話（2003年） - 巳之吉 役
  - 第34部 第17話（2005年） - 太吉 役
  - 第39部 第1話（2008年） - 正吉 役
- ホットマン 第3〜6話（2003年、TBS） - 北條秀樹 役
- ひと夏のパパへ 第5〜7話（2003年、TBS） - 宇都宮 役
- あした天気になあれ。 （2003年、日本テレビ） - 村井雅也 役
- 仮面ライダー剣 （2004年、テレビ朝日） - 高原 役
- 水曜ミステリー9 「刑事吉永誠一 涙の事件簿 （テレビ東京） - 小沢慎一 役
  - 第1作「絵が殺した」 （2004年）
  - 第2作「帰れない遺骨」 （2004年）
  - 第3作「雨に殺せば」（2005年）
  - 第4作「いちばん大切な死体（ひと）」 （2006年）
  - 第5作「約束の指切り」 （2007年）
  - 第6作「五億円の黒い白髪」 （2007年）
  - 第7作「不幸を呼ぶ宝石」 （2008年）
  - 第8作「虹が消えた交差点」 （2011年）
  - 第9作「迷い骨」 （2012年）
  - 第10作「沈黙の宴」 （2012年）
  - 第11作「赤い遺産」 （2013年）
  - 第12作「新しい敵」 （2013年）
  - 第13作「湖で拾った女」 （2016年）
- ラストプレゼント 娘と生きる最後の夏 （2004年、日本テレビ） - 平木昇 役
- ウルトラマンネクサス （2005年、CBC） - 保呂草 役
- あいくるしい （2005年、TBS） - 保坂博樹 役
- 戦国自衛隊・関ヶ原の戦い （2006年、日本テレビ） - 香田泰之 役
- 赤い奇跡 （2006年、TBS） - 西川朗 役
- ブスの瞳に恋してる （2006年、関西テレビ） - 柏木雅人 役
- おみやさん（テレビ朝日） - 吉川新平 役
  - 第5シリーズ（2006年）
  - 第6シリーズ（2008年 - 2009年）
  - 第7シリーズ（2010年）
  - 2時間スペシャル（2010年）
  - 第8シリーズ（2011年）
  - 第9シリーズ（2012年）
- 恋する日曜日〜文學の唄シリーズ （2006年、TBS）
- ひめゆり隊と同じ戦火を生きた少女の記録 最後のナイチンゲール （2006年、日本テレビ）
- PS-羅生門- （2006年、テレビ朝日） - 沼田守 役
- もういちど地下鉄に乗って （2006年、テレビ朝日） - 岩下 役
- 警視庁捜査一課9係 （テレビ朝日） 
  - season2 最終話「最後の晩餐」（2007年）- 寺岡秀次郎 役
  - 日曜エンタ・ドラマスペシャル警視庁捜査一課9係（2014年）- 瀬戸山和義 役
- 相棒（テレビ朝日）  
  - ゲスト
    - season5 第16話「イエスタデイ」（2007年） - 狭間肇 役

  - 石川大輔 役
    - season16 第10話「サクラ」（2018年1月1日）
    - season20 第11話「二人」（2022年1月1日）
    - season21 第11話「大金塊」（2023年1月1日）
    - season22（2024年）
      - 第19話「トレードオフ」（2024年3月6日）
      - 最終話「トレードオフ〜AI右京の完全推理」（2024年3月13日）
- 銭華 DX豪華版 （2007年、日本テレビ）
- 夏雲あがれ （2007年、NHK） - 筧助次郎 役
- 死ぬかと思った case11「仲介人」（2007年、日本テレビ） - 青木豊 役
- モップガール （2007年、テレビ朝日） - 長谷川圭吾 役
- おいしいごはん 鎌倉・春日井米店 （2007年、テレビ朝日） - 宇喜田正邦 役
- 吉原炎上 （2007年、テレビ朝日） - 岡部勇吉 役
- 感染爆発〜パンデミック・フルー （2008年、NHK） - 狭山憲治 役
- あしたの、喜多善男〜世界一不運な男の、奇跡の11日間〜 （2008年、フジテレビ） - 矢代平太の兄 役
- スパイ道 第4話「スパイ養成講座・第13回－初講師高橋ガボ子－」（2008年、TBS） - ナレーション
- パズル （2008年、ABC） - 市川北男 役
- ドラマスペシャル 暴れん坊将軍 （2008年、テレビ朝日） - 山内直忠 役
- MW-ムウ- 第0章 〜悪魔のゲーム〜 （2009年） - 橘誠司 役
- MR.BRAIN （2009年、TBS） - 岩淵潔 役
- オトコマエ! 第6話（2009年、NHK） - 橋本屋尚右衛門 役
- JIN-仁- 第9話 - （2009年、TBS） - 久坂玄瑞 役
  - JIN-仁- 完結編 第1話（2011年）
- はぐれ刑事純情派 最終回スペシャル （2009年） - 捜査本部主任・岡崎健二警部 役
- わたしが子どもだったころ  「『冒険家・三浦雄一郎』」（2010年、NHK）
- 曲げられない女 （2010年、日本テレビ） - 荻原義紀 役
- 水曜シアター9 雪冤 （2010年、テレビ東京） - 八木沼慎一 役
- 忠臣蔵〜その男、大石内蔵助 （2010年、テレビ朝日） - 高田郡兵衛 役
- 戦国疾風伝 二人の軍師 秀吉に天下を獲らせた男たち （2011年、テレビ東京） - 栗山四郎右衛門 役
- 告発〜国選弁護人 （2011年、テレビ朝日） - 古川達郎 役
- 新選組血風録 （2011年、NHK） - 松平容保 役
- マルモのおきてスペシャル （2011年、フジテレビ） - 藤沢大輔 役
- 大河ドラマ 江〜姫たちの戦国〜 （2011年、NHK） - 林羅山 役
- ダーティ・ママ! （2012年、日本テレビ） - 原正春 役
- 火怨・北の英雄 アテルイ伝 （2013年、NHK） - 紀朝臣古佐美 役
- とんび （2013年、TBS） - 林田 役
- 女優 麗子〜炎のように（2013年、テレビ東京） - 前田忠明 役
- 幽かな彼女（2013年、関西テレビ） - 窪内満 役
- 孤独のグルメ Season3 第10話（2013年9月11日、テレビ東京） - どん平・主人 役
- DOCTORS〜最強の名医〜 第2シリーズ第2話（2013年7月18日、テレビ朝日系） - 小早川啓一 役
- リーガルハイ 第2シリーズ第6話（2013年11月13日、フジテレビ） - 嶋悟 役
- ホワイト・ラボ〜警視庁特別科学捜査班〜（2014年、TBS） - 牧野健一 役
- ママが生きた証（2014年、テレビ朝日） - 石山医師 役
- 金田一少年の事件簿N（neo） 第5・6話（2014年、日本テレビ） - 神山康介 役
- 赤と黒のゲキジョー 三面記事の女たち -愛の巣-（2014年2月20日、フジテレビ） - 小林正文 役
- 保育探偵25時〜花咲慎一郎は眠れない!!〜 第8話（2015年3月6日、テレビ東京） - 飯田憲一 役
- 京都人情捜査ファイル 第1話（2015年4月30日、テレビ朝日） - 掛川司 役
- 天皇の料理番（2015年、TBS） - 黒川正雄 役
- ナポレオンの村 第2話（2015年7月26日、TBS） - 橋尾基希 役
- 刑事7人 最終話（2015年9月9日、テレビ朝日） - 吉岡泰夫 役
- まんまこと〜麻之助裁定帳〜 第9話（2015年9月24日、NHK） - 遊佐神官 役
- 大岡越前3 最終話（2016年3月4日、NHK BSプレミアム） - 秋田屋庄兵ヱ 役
- 警視庁・捜査一課長（テレビ朝日）
  - season1 第3話（2016年4月28日） - 滝沢達生 役
  - スペシャル2（2019年1月6日） - 杉沼保志 役
  - season5 最終話（2021年6月17日） - 神下茂 役
- 私 結婚できないんじゃなくて、しないんです 第7・8話（2016年5月27日・6月3日、TBS） - 大木 役
- 99.9-刑事専門弁護士- 第8話（2016年6月5日、TBS） - 鈴木政樹 役
- 立花登青春手控え 第6話（2016年6月17日、NHK BSプレミアム） - 鶴吉 役
- お迎えデス。 最終話（2016年6月18日、日本テレビ） - 池田 役
- 家政夫のミタゾノ（2016年） - 勅使河原章一 役
- 科捜研の女（テレビ朝日）
  - 第16シリーズ 第16話（2017年3月2日） - 辻村奏 役
  - 第20シリーズ 第8話（2020年12月10日） - 八木徹平 役
- 銀と金（2017年、テレビ東京） - 袋井芳郎 役
- 月曜名作劇場 （TBS）
  - 警視庁機動捜査隊216VII（2017年） - 今井幸雄 役
  - 確証〜警視庁捜査三課（2017年11月6日） - 本多稔 役
- 櫻子さんの足下には死体が埋まっている（2017年） - 青葉英世 役
- 日曜ワイド（テレビ朝日）
  - 終着駅シリーズ31（2017年） - 長崎信祐 役
  - 刑事・横道逸郎 （2018年3月11日） - 吉岡真一 役
- 伝七捕物帳（2017年） - 相模屋忠太郎 役
- 特命刑事 カクホの女（2018年2月9日、テレビ東京） - 小清水雄介 役
- 執事 西園寺の名推理（2018年6月8日、テレビ東京） - 内藤洋 役
- 義母と娘のブルース（2018年、TBS） - 小松将之 役
  - 義母と娘のブルースFINAL 2024年謹賀新年スペシャル（2024年1月2日） - 面接官 役
- 金曜プレミアム 「船越英一郎殺人事件」（2018年） - 林泰文（本人） 役
- 指定弁護士 (テレビドラマ)（2018年） - 松川明正 役
- 大恋愛〜僕を忘れる君と（2018年） - 友部浩介 役
- 遺留捜査 スペシャル（2018年11月11日、テレビ朝日） - 青山隆一 役
- よつば銀行 原島浩美がモノ申す!〜この女に賭けろ〜（2019年、テレビ東京） - 永松隆司 役
- あなたの番です（2019年、日本テレビ） - 石崎健二 役
  - 劇場版公開記念!「あなたの番です」完全新撮スペシャル!（2021年12月10日）
- 報道スクープ映像 昭和・平成の衝撃事件！大追跡SP ドキュメンタリードラマ「疑惑の真相」（2019年3月31日、フジテレビ） - ルイス伊藤  役
- 集団左遷!! 第2話（2019年4月28日、TBS）
- W県警の悲劇（2019年） - 金井学 役
- リーガル・ハート 〜いのちの再建弁護士〜 第4話（2019年8月12日、テレビ東京） - 水橋大介 役
- 月曜プレミア8 「再雇用警察官」（2020年 - 2023年、テレビ東京）  - 佐久山明弘 役

- 金曜8時のドラマ 記憶捜査２～新宿東署事件ファイル～ 第2話 （2020年10月30日、テレビ東京） - 沢田博 役
- ノースライト (小説)（2020年） - 吉野伊佐久 役
- 天国と地獄〜サイコな2人〜（2021年1月17日 - 3月21日、TBS） - 新田将吾 役[4]
- バイプレイヤーズ 〜名脇役の森の100日間〜　第5話（2021年2月5日、テレビ東京） - 林泰文（本人） 役
- ナイト・ドクター 第7話（2021年8月16日、フジテレビ） - 風見信行 役
- 逃亡医F 第2話・第3話（2022年1月22・29日、日本テレビ） - 松田純兵 役
- 悪女（わる）働くのがカッコ悪いなんて誰が言った? 第2話・第7話（2022年4月20日・5月25日、日本テレビ） - 江上達彦 役
- アトムの童 第3話 - 第5話・第7話・最終話（2022年10月30日 - 11月13日・11月27日・12月11日、TBS） - 鵜飼吉久 役
- 大河ドラマが生まれた日（2023年2月4日、NHK） - 田沢富緒 役[5]
- VIVANT 第5話 - 最終話（2023年8月13日 - 9月17日、TBS） - バトラカ 役[6][7]
- 泥濘の食卓 第3話 - （2023年11月4日 - 、テレビ朝日）- 尾崎快人 役
- うちの弁護士は手がかかる 第5話（2023年11月10日、フジテレビ） - 上畑亮 役
- アンチヒーロー（2024年4月14日 - 6月16日、TBS） - 青山憲治 役[8][9]
- 海のはじまり（2024年7月1日 - 9月23日、フジテレビ） - 月岡和哉 役[10]
- 全領域異常解決室 第2話（2024年10月16日、フジテレビ） - 山杉幹夫 役[11][12]
- モンスター 第7話（2024年11月25日、関西テレビ・フジテレビ） - 坂口武広 役[13]
- 御上先生（2025年1月19日 - 3月23日、TBS） - 中岡壮馬 役[14]
- DOCTOR PRICE（2025年7月6日 - 、読売テレビ・日本テレビ） - 鳴木将成 役[15]

### 配信ドラマ
- I am a HERO.[リンク切れ]（2007年）
- 雨が降ると君は優しい 第3話・第4話（2017年9月16日、Hulu） - 石塚 役
- 海のはじまり スピンオフドラマ『兄とのはじまり』（2024年7月15日 - 8月5日、TVer） - 月岡和哉 役[16]

### 映画
- はだしのゲン PART3 ヒロシマのたたかい （1980年） - 隆太 役
- 幻魔大戦 （1983年） - 声・ソニー
- 暗室 （1983年） - 渡辺の息子 役
- ぼくの熊おじさん （1984年）
- 野ゆき山ゆき海べゆき （1986年） - 須藤総太郎 役
- 漂流教室 （1987年） - 高松翔 役
- 異人たちとの夏 （1988年） - 原田重樹 役
- 北京的西瓜 （1989年） - 堀越とおる 役
- 童貞物語4 ボクもスキーに連れてって （1989年） - 日野紀之 役
- 遥かなる甲子園 （1990年） - 真壁敏夫 役
- Doki Doki ヴァージン もういちど I LOVE YOU （1990） - 秀樹 役
- ふたり（1991年） - 真子の従兄弟の僧 役
- シーズン・オフ （1992年） - 太田周平 役
- 青春デンデケデケデケ （1992年） - 主演・藤原竹良（ちっくん） 役
- ぷるぷる 天使的休日 （1993年） - グレタ 役
- N45° ワンダー・ラビッシュ （1994年） - 芹沢 役
- ゴジラvsデストロイア （1995年） - 山根健吉 役[2]
- あした （1995年） - 大木貢 役
- BAD GUY BEACH （1995年） - パープルドールの客 役
- すももももも （1995年） - 直樹 役
- 爆走!ムーンエンジェル－北へ （1996年） - ルナの弟 役
- 渇きの街 （1997年） - 宮崎 役
- 風の歌が聴きたい （1998年） - 緒方弘 役
- SADA〜戯作・阿部定の生涯 （1998年） - 若い兵士 役
- 二宮金次郎物語 愛と情熱のかぎり （1998年） - 二宮金次郎 役
- 三毛猫ホームズの推理 （1998年） - 若い刑事 役
- 緑の街 （1997年） - 真下 役
- コキーユ 貝殻 （1999年） - 中村和夫 役
- あの、夏の日 （1999年） - 久保勝彦 役
- セカンドチャンス （1999年） - 青島隆典 役
- マヌケ先生 （2000年） - おとこ先生 役
- 淀川長治物語神戸篇 サイナラ （2000年） - 花婿 役
- Last Dance -離婚式- （2001年） - 林浩二 役
- 歩く、人 （2001年） - 本間安夫 役
- いのちの海 Closed Ward （2001年） - 昭八ちゃん 役
- ウルトラマンコスモス2 THE BLUE PLANET （2002年） - ツトム（佐々木ツトム） 役
- アイ・ラヴ・ピース （2003年） - 久保学 役
- 怪談新耳袋劇場版 （2004年）
- 容疑者Xの献身 （2008年） - 柿本純一 役
- ジェネラル・ルージュの凱旋 （2009年） - 小峰小太郎 役
- MW-ムウ- （2009年） - 橘誠司 役
- オカンの嫁入り （2010年） - 本橋信也 役
- おかえり、はやぶさ（2012年）
- 相棒 -劇場版IV- 首都クライシス 人質は50万人! 特命係 最後の決断（2017年） - 石川大輔 役
- 去年の冬、きみと別れ（2018年）
- 劇場版シグナル 長期未解決事件捜査班（2021年）

### 吹き替え
- ロビン・フット （1975年） - トビー・タートル 役
- きつねと猟犬 （1983年） - コッパー（子供時代） 役

### 舞台
- 夜の鶴（1991年、帝国劇場、石井ふく子演出）
- 青春グラフティ（1994年、青山円形劇場、綾田俊樹演出）
- SOULFUL SOUL（1998年、新宿シアタートップス、福島三郎演出）
- サニー･コーストセレナーデ（1999年、スペース・ゼロ、福島三郎演出）
- Please Please me（1999年、シアターV赤坂、TARAKO演出）
- れ・り・びぃ（2000年、シアタートラム、TARAKO演出）
- 逃げてゆくもの（2000年、新宿シアタートップス、斎藤歩演出）
- たそがれ ソシアルお見合い倶楽部（2003年、シアターサンモール、喰始演出）
- from me to you（2004年、シアターV赤坂、永井寛孝・TARAKO演出）
- H〜i!Jack!!〜やぁ!ジャックさん!!〜（2005年、東京芸術劇場、佐藤健光演出）
- one and only 会えるよ…ほらね（2006年、シアターV赤坂、TARAKO演出）
- 第17回下北沢演劇祭参加作品「月の子供」（2007年、本多劇場、秦建日子演出）

### ラジオドラマ
- FMシアター（NHK-FM）
  - 海のこだま（1995年1月7日） - 宇佐見 役[17]
  - 水族館（1998年7月11日） - 門多伸幸 役[18]
  - ふたりだけの秘密（1998年12月19日） - 神庭真一 役[19]
  - アルケミスト（2001年9月22日） - サンチャゴ 役[20]
- 青春アドベンチャー 蒲生邸事件（1999年2月15日 - 26日、NHK-FM） - 尾崎孝史 役[21]

### テレビアニメ
- みすて♡ないでデイジー （1997年） - 歩野零二郎 役

### ゲーム
- 仮面ライダー剣（2004年、PS2） - 高原 / イーグルアンデッド 役

### バラエティ
- にっぽん原風景紀行 （2011年12月16日＆23日、BSジャパン）

### CM
- 日立 DVD CAM 「結婚式で泣き出す新郎」篇（2000年）
- 日立 DVD CAM 「結婚式で居眠りする新婦」篇（2000年）
- 第一生命 「安心の定期点検」篇 （2011年）
- アフラック生命保険 WINGSプラス アフラックからの手紙19話 美容室 篇（2023年）